# Daniela Nardini
Daniela Nardini (Largs, 26 de abril de 1968) é uma atriz escocesa vencedora de três BAFTA TV Awards.